# Browneopsis
Browneopsis  es un género de leguminosa, familia Fabaceae. Es originario de Sudamérica. Comprende 8 especies descritas y de estas, solo 4 aceptadas.

## Taxonomía
El género fue descrito por Jacques Huber y publicado en Boletim do Museu Paraense de Historia Natural e Ethnographia 4: 566-567 en el año 1906. La especie tipo es Browneopsis ucayalina Huber.

## Especies aceptadas
A continuación se brinda un listado de las especies del género Browneopsis aceptadas hasta julio de 2014, ordenadas alfabéticamente. Para cada una se indica el nombre binomial seguido del autor, abreviado según las convenciones y usos. 
- Browneopsis disepala 	(Little) Klitgaard Nordic J. Bot. 11(4): 444	1991
- Browneopsis excelsa 	Pittier	Contr. U.S. Natl. Herb. 18(4): 157, pl. 63	1916
- Browneopsis macrofoliolata Klitgaard	Nordic J. Bot. 11(4): 446-447, f. 1, 8	1991
- Browneopsis peruviana 	(J.F.Macbr.) Klitgaard	Monogr. Syst. Bot. Missouri Bot. Gard. 45: 1254	1993